# Ден на Републиката (Турция)
Ден на републиката (на турски: Cumhuriyet Bayramı) е официален празник в Турция в чест на провъзгласяването на Република Турция на 29 октомври 1923 г. Годишните тържества започват в 13:00 часа на 28 октомври и продължават 35 часа.

## История
Празникът е в памет на събитията от 29 октомври 1923 г., когато Мустафа Кемал Ататюрк обявява Турция за република. Турция де факто е република от 23 април 1920 г., датата на създаването на Великото национално събрание на Турция, но официалното потвърждение на този факт идва три години и половина по-късно. На 29 октомври 1923 г. статутът на нацията като република е обявен и официалното ѝ име е провъзгласено за на турски: Türkiye Cumhuriyeti („Република Турция“). След това се провежда гласуване във Великото народно събрание и Ататюрк е избран за първи президент на Република Турция.

## Обичаи
Денят на републиката е национален празник, отбелязван с патриотични прояви. Подобно на други есенни събития, честванията на Деня на републиката често се провеждат на открито. Съгласно Закон № 2429 от 1981 г. Денят на републиката е национален празник, така че всички обществени институции са затворени на този ден. Чества се и от Северен Кипър.
Декорациите (напр . лентички, балони и дрехи) обикновено са оцветени в червено и бяло, цветовете на турското знаме. Мавзолеят Aнъткябир се посещава от повече от сто хиляди души всяка година. Парадите често се провеждат сутрин, докато концерти и фойерверки се провеждат вечер след свечеряване на места като паркове, панаири или градски площади. Фойерверките за Деня на републиката често са придружени от патриотични песни, като например Марша за 10-ата годишнина. Истанбул има най-голямите фойерверки в страната. Обикновено има дисплеи над Босфора. Други големи изложби са в Анкара в Улус, както и в Измир над Измирския залив и площад Гюндогду.

## Галерия от празника
- Речта на Мустафа Кемал от 1933 г. на 10-ата годишнина на Република Турция, отляво надясно: началник на генералния щаб Марешал Февзи (Чакмак), президентът Гази Мустафа Кемал (Ататюрк), председател на Великото народно събрание Къзъм Кьопрюлю (Озалп), Министър-председател Исмет (Иньоню)
- Мъже, маршируващи в традиционни сейменски носии (2008)
- Военен парад по време на честването на Деня на републиката в Анкара (2012 г.)
- Женски футболисти на Fatih Vatan Spor с фланелка за Деня на републиката (2018)